# Владимир Янкелевич
Владимир Янкелевич, також Владимир Жанкелевич (фр. Vladimir Jankélévitch, 31 серпня 1903 в м. Бурж, Франція — 6 червня 1985, Париж, Франція) — французький філософ і музикознавець.

## Біографія

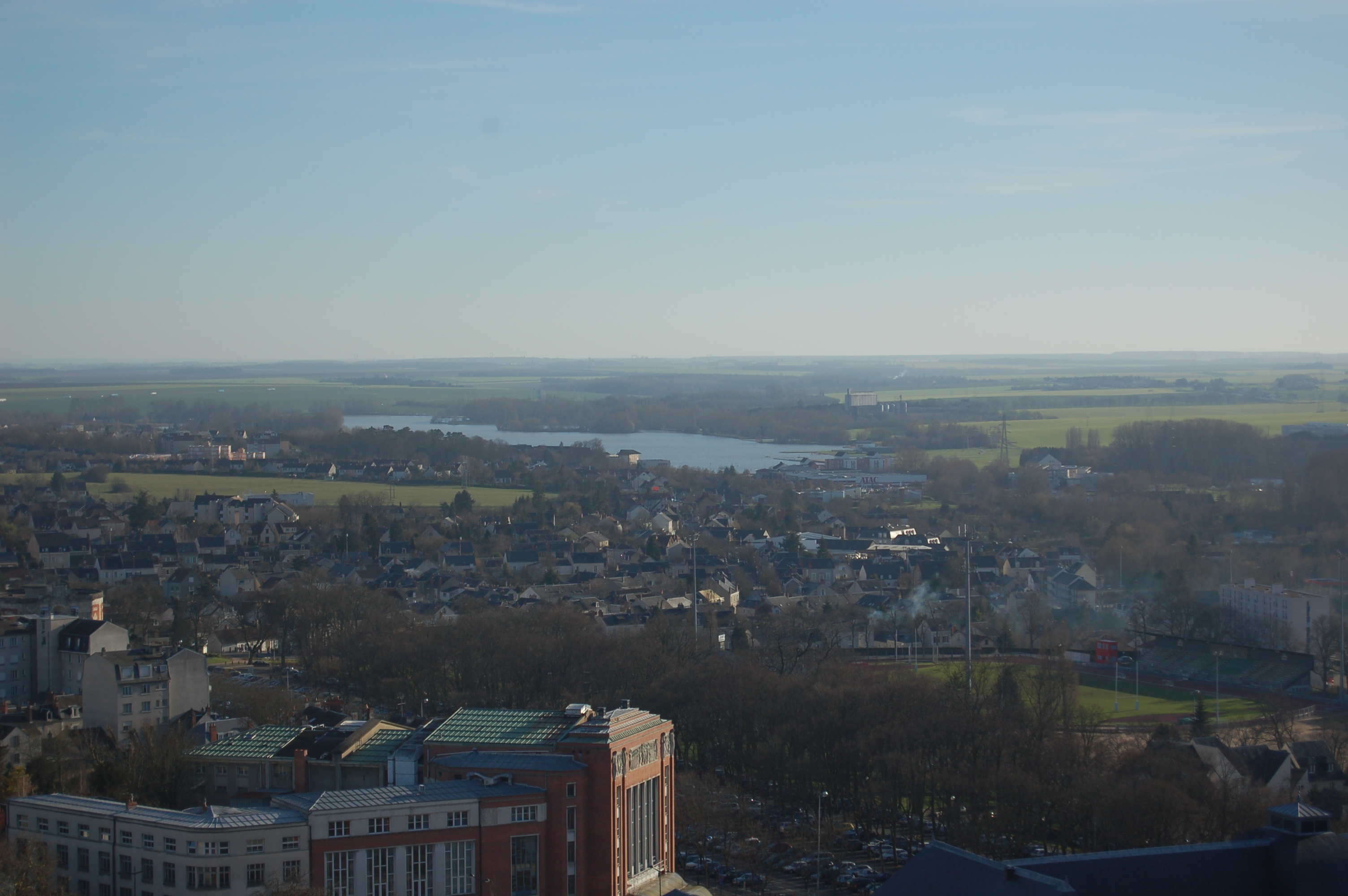
Бурж — рідне місто Янкелевича

Владимир Янкелевич народився 31 серпня 1903 року в місті Бурж (Франція) в родині єврейських інтелектуалів, що переїхали до Франції з Одеси. Його батько, Самуель Янкелевич був лікарем, популяризатором вчення Зігмунда Фройда, а також перекладачем (перекладав твори Гегеля, Шеллінга, Фройда).
Шкільні роки Янкелевич провів у Буржі й Парижі, де відвідував престижні Ліцей Монтеня та Ліцей Людовика Великого. 1922 року він стає студентом філософії у Вищій нормальній школі. У 1923 році знайомиться з філософом Анрі Бергсоном, з яким залишався в дружніх стосунках аж до смерті Бергсона. Філософська концепція Бергсона й загалом його постать справили великий вплив на інтелектуальний та моральний розвиток Янкелевича.
1924 року Янкелевич захищає дипломну роботу, присвячену давньогрецькому філософові Плотіну. Публікує статті на теми філософії життя та містицизму в російських часописах. У 1926 році упішно здає державні іспити й у 1927 році одержує посаду вчителя у Французькому інституті в Празі (фр. Institut Français à Prague). В Празі він живе й працює понад п'ять років. У статтях цього періоду викристалізовується його філософська віталістська концепція. В 1929 році публікує першу статтю з музикознавства, присвячену Лістові. В 1931 році виходить друком його перша книжка «Анрі Бергсон».
Повернувшись до Парижа, Янкелевич завершує в 1933 році свою докторську дисертацію «Одісея свідомості в філософії Шеллінга». Працює вчителем в Кані й Ліоні, а з 1936 року — на посаді професора в Тулузі й Ліллі. Після окупації Німеччиною Франції втрачає в 1940 році внаслідок дискримінаційних законів режиму Віші професорську посаду й французьке громадянство. В 1941 році приєднується до французького руху опору.
Після визволення Франції в 1944 році працює на радіо в Тулузі. В 1947 році йому повертають професорське звання й посаду в Ліллі. Цього ж року він одружується. В 1951 році стає професором кафедри моральної філософії Сорбонни. В 1954 році публікує працю «Перша філософія», свою головну роботу з метафізики. З 1963 року викладає також і у Вільному університеті Брюсселя.
Після війни Янкелевич відвернувся від німецької філософії та музики, оскільки вважав, що німецька культура не тільки виявилась неспроможною зупинити голокост, а навпаки голокост виріс з німецької культури. Він брав активну участь в дебатах про строк давності нацистських злочинів й виступав проти безумовного французько-німецького зближення.
1979 року Янкелевич вийшов на пенсію. Він помер 6 червня 1985 року. Похований на цвинтарі Шатене-Малабрі.

## Філософська концепція
Філософія Янкелевича, особливо його ранні роботи, близька за духом до філософії Бергсона й Зіммеля. Спираючись на поняття «моменту» в інтерпретації Бергсона, Янкелевич розвивав далі філософію життя й навіть вийшов за рамки цього напрямку, зробивши центральною темою своїх досліджень поняття смерті. Витоки філософської концепції Янкелевича слід шукати в філософії Плотіна, німецькому ідеалізмі та російському містицизмі. В культурологічних роботах можна спостерегти вплив Ніцше. Центральне місце людини в його міркуваннях спонукало деяких інтерпретаторів зараховувати його до філософів, близьких до екзистенціалізму, хоча сам Янкелевич завжди відкидав такий зв'язок.

### Моральна філософія
На вибір тем Янкелевича-філософа дуже вплинув його досвід боротьби у русі опору. Він писав про невинність, зло, занепад, брехню, парадоксальність моралі, серйозність, потяг до пригод, вибачення.
Янкелевич не розробляв філософської системи, а як типовий прихильник філософії життя (нім. Lebensphilosophie) аналізував життєві враження й відчуття через призму категорій розуму. На його думку, абстрактні філософські моделі не спробожні осягнути серйозність людської екзистенції й суб'єктивної ситуації.

#### Свобода й відповідальність
На відміну від екзистенціалізму, де свобода постає як довільна можливість вибору, Янкелевич відстоював бергсонівську концепцію свободи, за якою свобода належить не до сфери думки й мови, а до сфери дії. Свобода не виражається в міркуванні брати чи не брати на себе відповідальність, свобода й відповідальність — ідентичні. Янкелевич визначає відповідальність як
рішення на користь добра, яке має бути цілком щирим і не повинно маскуватися за «філософськими псевдопроблемами», таке рішення вивільнює людину. Таким чином, вільна людина — це людина, яка діє цілком автентично й самостійно, реалізує себе такою, яка вона є, не ховається за словами й вивільнює себе дією.

#### Брехня
В роботі «Про Брехню» (фр. Du Mensonge) Янкелевич підкреслює особливе значення чуттєвої дії. Він відкидає класичну односторонню вину в брехні й твердить, що тут слід говорити про спільну відповідальність обох сторін. Брехня походить зі «змагального суперництва» та «неможливості співіснування», як це буває, наприклад, в ієрархічних структурах. Як рятівна ідея в критичних ситуаціях або як лукава вигадка для проштовхування власних інтересів, брехня дає можливість уникнути насильства, проте на довшу перспективу вона надто нестійка, оскільки весь час вимагає нового прикрашання. Додатковий ризик для того, хто поширює брехню, становить поступова деградація його автентичності й спотворення власного образу. Для вірної інтерпретації брехні найважливішим є не гострий розум, а гостре психологічне сприйняття. Головна причина брехні, за Янкелевичем, — це брак великодушності, яка є джерелом віднайденої екзистенції. Більшого морального осуду, ніж брехня, вимагає безсердечна правда, адже її наслідки можуть принести багато шкоди. Виправданою є брехня, яка наприклад, дозволяє людині уникнути несправедливого переслідування.

#### Прощення
В дискусії про строк давності злочинів нацизму Янкелевич вважав, що голокост є проявом неприродного, «сутого, онтологічного зла»,
саме тому неможливо міряти ці злочини звичними мірками. На його думку, не мають строку давності злочини, які заперечують людину в самій людині. Янкелевич гостро критикував ставлення до минулого в повоєнній Німеччині. Головними пунктами його критики були: відсутність духу покаяння, колективна амнезія, акціонізм, під яким маскується антисемітизм, применшення нацистських злочинів через порівняння зі сталінізмом, небажання конфронтуватися з чорними сторінками історії. Юристи не мають права пробачати від імені жертв, адже таким чином вони створюють легальну й легітимну основу для забуття. Зберігати пам'ять про події минулого — це чи не єдина морально виправдана дія.

### Метафізика
Внаслідок захоплення Янкелевичем російськими й іспанськими містиками, його концепція не вписується у французьку філософську традицію, для якої характерний емпіризм і матеріалізм. Він уважав, що методи природничих наук непридатні для аналізу гуманітарних явищ. Він вирізняв три рівня аналізу буття — емпірія, метаемпірія і металогіка — кожен з яких мав свою окрему сферу. Предметом металогіки, яку Янкелевич також називав першою філософією є «майже ніщо» (фр. presque rien)

#### Майже ніщо

Книжка Янкелевича «Незнати що й майже ніщо»

Терміном «майже ніщо» Янкелевич позначає часовий відтинок, тривалість якого є настільки малою, що поява й зникнення відбуваються майже одночасно. «Майже ніщо» усвідомлюється лише тоді, коли воно майже зникло. «Майже ніщо» — це найбільш можливе наближення буття до небуття, поцейбічного до потойбічного. «Майже ніщо» — це не будь-який момент ланцюга подій, а окрема, ізольована мить, яка не має майбутнього і є лише уламком розвитку. На думку Янкелевича, наблизитись до метафізичного можна лише інтуїтивним шляхом, намацавши й тут-таки загубивши оте «майже ніщо».

#### Смерть

Головний твір Янкелевича — книга «Смерть»

Чи можливе уявлення про ніщоту існування й свідомості? Чи можна розмірковувати про смерть? На самому початку свого головного філософського твору «Смерть» (фр. La Mort) Янкелевич заявляє, що про смерть майже нічого не можна сказати: ми знаємо лише, що вона настане, й загалом намагаємося викреслити з пам'яті скандал смерті, прикрасити її чи тішити себе потойбічними сподіваннями. Янкелевич сприймає смерть як орган-перепону, як знаряддя й перешкоду, адже потойбіччя кладе край будь-якій діяльності, з іншого боку свідомість підносить вартість окремих моментів на тлі швидкоплинності життя. Таким чином смерть виступає як парадок: наділений сенсом нонсенс, адже вона знищує життя й позбавляє його сенсу, та водночас виступає як необхідна передумова для творення сенсу на рівні індивіду.

## Музикознавство
Янкелевич видав дванадцять книжок, присвячених музиці й своїм улюбленим композиторам. З представників романтизму й імпресіонізму його особливо цікавили Ліст, Форе, Дебюссі та Равель.
Для Янкелевича музика має не лише естетичну, але й філософську функцію: вона здатна виразити невимовне, оте «майже ніщо», що надає життю сенсу.

## Янкелевич і Україна
Родина Янкелевича походить з України (м. Одеса). Сам Янкелевич, хоч і народився у Франції, через батьків був добре обізнаний з російською й українською культурами. У своїх творах він часто посилається на російських класиків (Л. Толстой, М. Достоєвський, Л. Андреев, М. Мусоргський, С.Рахманінов), але також і на реалії з українського фольклору. Так, наприклад, в книжці «Смерть», у розділі «Міркування про смерть» він згадує жанр думки, української пісні журливого характеру, як приклад романтичної медитації й солодкого мріяння, зокрема і про смерть.
На сьогодні доробок Янкелевича в Україні ще маловідомий. Рецепцію його філософії можна очікувати хіба з появою українських перекладів. Проте до його філософської концепції зверталася Оксана Забужко в своїй книжці про Лесю Українку «Notre Dame d'Ukraine. Українка в конфлікті міфологій», розглядаючи смерть і кохання як два онтологічні екстремуми — вічно повторювальні (природні) й вічно неповторні (щораз індивідуально унікальні).
На філософську концепцію Янкелевича посилаються автори україномовного варіанту «Європейського словника філософій» (Київ: «Дух і Літера», 2009) у розділах «Мир» та «Пробачати».

## Твори

### Філософія
- 1931 : Henri Bergson, Paris Alcan, 293 p. ; 1959, 2e éd. aug., Paris PUF, 300 p. ; 1989, d. éd. Quadrige, 300 p.
- 1933 : L'Odyssée de la conscience dans la dernière philosophie de Schelling, Paris, Alcan, 357 p . Nouvelle édition, éd. L'Harmattan (2005).
- 1933 : Valeur et signification de la mauvaise conscience, Paris, Alcan, 159 p. ; 1966, La Mauvaise Conscience, 2e éd. aug., Paris, Aubier-Montaigne, d. éd. 1982.
- 1936 : L'Ironie, Paris, Alcan, 149 p.; 1950, l'Ironie ou la bonne conscience, Paris, 200 p. ; 2e éd. Paris, PUF ; d. éd. Paris, Flammarion, 1979, 200 p.
- 1938 : L'Alternative, Paris, Alcan, 220 p. ; 1963, chap. 2, L'Aventure, l'Ennui, le Sérieux, Paris, Aubier-Montaigne ; 1994, Premières et Dernières Pages, Paris, Seuil, chap. 8.
- 1942 : Du mensonge, Lyon, Confluences, 128 p. ; 2e éd. 1945.
- 1947 : Le Mal, Cahiers du Collège philosophique, Paris, Arthaud.
- 1949 : Traité des vertus, Paris, Bordas, 847 p.
- 1954 : Philosophie première, introduction à une philosophie du presque, Paris, PUF, 268 p. ; 2e éd. 1968, 1985, Quadrige, d. éd.
- 1956 : L'Austérité et la vie morale, Paris, Flammarion, 251 p.
- 1957 : Le Je-ne-sais-quoi et le presque-rien, Paris, PUF, 216 p. ; 1980, 2e éd. aug., Paris, Seuil, t.I : La Manière et l'Occasion, 144 p., t. II : La Méconnaissance. Le Malentendu, 248 p., t. III : La Volonté de vouloir, 86 p.
- 1960 : Le Pur et l'Impur, Paris, Flammarion, 251 p. ; 1978, 2e éd.
- 1963 : L'Aventure, l'Ennui, le Sérieux, Paris, Aubier-Montaigne, 223 p. ; 1976, 2e éd.
- 1966 : La Mort, Paris, Flammarion, 426 p. ; 1977, 3e éd.
- 1968 : Traité des vertus, réed. complète, t. I : Le sérieux de l'intention, Paris, Bordas, 275 p. ; 1984, d. éd., Paris, Flammarion
- 1970 : Traité des vertus, réed. complète, t. 2. Les Vertus et l'Amour, Paris, Bordas ; 1986, d. éd. Paris, Flammarion
- 1972 : Traité des vertus, réed. complète, Paris, t. 3 : l'Innocence et la Méchanceté, Paris, Bordas, 454 p., 1986, d. éd. Paris, Flammarion
- 1974 : L' Irréversible et la nostalgie, Paris, Flammarion, 319 p. ; 1983, 2e éd.
- 1978 : Quelque part dans l'inachevé (en collaboration avec B. Berlowitz), Paris, Gallimard, 265 p. ; 2e éd., Paris, 1987.
- 1980 : Le Je-ne-sais-quoi et le presque rien, nouv. éd. remaniée, t. 1 : La Manière et l'Occasion, 144 p. ; t. 2 : La Méconnaissance. Le Malentendu, 248 p. ; t. 3 : La Volonté de vouloir, 86 p., Paris, Seuil.
- 1981 : Le Paradoxe de la morale, Paris, Seuil, 188 p.
- 1984 : Sources, 1. Lectures : Tolstoï, Rachmaninov. 2. Ressembler, dissembler. 3. Hommages : X. Léon, J. Wahl, L. Brunschvicg. Recueil établi par F. Schwab, Paris, Seuil, 145 p.

### Музикознавство
- 1938 : Gabriel Fauré et ses mélodies, Paris, Plon, 250 p. ; 1951, Gabriel Fauré, ses mélodies, son esthétique, 2e éd. Aug., Paris, Plon, 350 p. ; 1974, Fauré et l'Inexprimable, Paris, Plon 384 p.
- 1939 : Maurice Ravel, Paris, Rieder, 130 p. ; 1995, d. éd., Paris, Seuil.
- 1942 : Le Nocturne, Lyon, Marius Audin, 50 p. ; 1957, ibid., Paris, Albin Michel.
- 1988 : La Musique et les heures, Paris, Seuil, ch III, pp. 226—251.
- 1949 : Debussy et le mystère, Neuchâtel, La Baconnière, 152 p. ; 1976, Debussy et le mystère de l'instant, Paris, Plon, De la musique au silence, t. 2.
- 1955 : La Rhapsodie verve et improvisation musicale, Paris, Flammarion, 251 p.
- 1961 : La Musique et l'ineffable, Paris, Armand Colin, 198 p. ; 1983, ibid., Paris, Seuil, 198 p.
- 1968 : La Vie et la mort dans la musique de Debussy, Neuchâtel, la Baconnière, 152 p.
- 1971 : Pardonner?, Paris, Éditions Le Pavillon.
- 1974 : Fauré et l'Inexprimable, De la musique au silence, t. 1, Paris, Plon, 384 p. ; 1988. 2e éd., Presse Pocket.
- 1976 : Debussy et le mystère de l'instant, De la musique au silence, t. II ; 1989, 2e éd., Paris.
- 1979 : Liszt et la Rhapsodie : essai sur la virtuosité, De la musique au silence, t. III, Paris, Plon, 183 p. ; 1989, 2e éd.
- 1983 : La Présence lointaine, Albéniz, Séverac, Mompou, Paris, Seuil, 159 p.
- 1988 : La Musique et les heures. Satie et le matin, Rimski-Korsakov et le plein midi, Joie et tristesse dans la musique russe d'aujourd'hui. Chopin et la nuit, Le Nocturne, recueil établi par F. Schwab, Paris, Seuil, 293 p.
- 1998: Liszt, rhapsodie et improvisation, Flammarion 1998 (F. Schwab)

### Посмертні публікації
- 1994 : Premières et Dernières Pages, recueil établi par F. Schwab, Paris, Seuil,

315 p.
- 1994 : Penser la mort ? Entretiens, recueil établi par F. Schwab, Paris, Liana Levi, 160 p.
- 1995 : Une vie en toutes lettres. Correspondance, édition établie par F. Schwab Paris, Liana Levi, 471 p.
- 1998 : Plotin, Ennéades I. 3. Sur la dialectique, édition établie par J. Lagére et F. Schwab; préface de L. Jerphagnon, Paris, Editions du Cerf, 137 p.
- 1998: Philosophie morale, Paris, Flammarion, Mille et une pages, édition établie par F. Schwab, це видання вибраних творів Янкелевича містить такі твори :
  - La mauvaise conscience (1966)
  - Du mensonge (1945)
  - Le Mal (1947)
  - L'Austérité et la vie morale (1956)
  - Le Pur et l'Impur (1960)
  - L'Aventure, l'Ennui, le Sérieux (1963)
  - Le Pardon (1967)

- 2006: Cours de philosophie morale (université libre de Bruxelles, 1962—1963), Seuil, édition établie par F. Schwab, 251 p.